# Olympische Winterspiele 2022/Ski Alpin – Abfahrt (Männer)
Das Abfahrtsrennen der Männer bei den Olympischen Winterspielen 2022 sollte ursprünglich am 6. Februar ausgetragen werden, wurde jedoch aufgrund des starken Windes auf den 7. Februar verschoben. Austragungsort war die Piste Rock im Nationalen Ski-Alpin-Zentrum Xiaohaituo.
Als erster Läufer eröffnete der amtierende Weltmeister Vincent Kriechmayr mit einer Zeit von 1:42,69 Minuten das Rennen. Auf ihn folgte mit Startnummer 2 mit Dominik Schwaiger der erste von vier deutschen Rennläufern. Schwaiger stürzte in der zweiten Hälfte der Strecke in ein Fangnetz, was zu einer längeren Unterbrechung des Rennens führte. Nach einer Untersuchung im Krankenhaus wurde eine Prellung am linken Unterarm/Ellenbogen diagnostiziert. Der als Vierter startende Christof Innerhofer kam ebenfalls zu Sturz und auch die folgenden Athleten konnten zunächst Kriechmayers Zeit nicht unterbieten. Mit Matthias Mayer übernahm nach neun Läufern dann schließlich ein weiterer Österreicher die Führung. Nachdem die folgenden Athleten Matthieu Bailet und Medaillenfavorit Aleksander Aamodt Kilde den Führenden nicht gefährlich wurden, schaffte dies überraschenderweise der Kanadier James Crawford. Dieser verpasste Mayers Zeit um 0,07 Sekunden. Der nach ihm startende Schweizer Beat Feuz machte es besser und sicherte sich schließlich den Olympiasieg.
Die Siegerehrung fand im Anschluss an das Rennen im Zielbereich des Kurses statt. Die Medaillen überreichte die Norwegerin Kristin Kloster Aasen als Mitglied des Internationalen Olympischen Komitees. Begleitet wurde sie dabei von Johan Eliasch aus Großbritannien, dem Präsidenten der FIS. Dieser übergab die Blumen an die Medaillengewinner. Im Anschluss wurde mit dem Schweizerpsalm zu Ehren des Siegers die Schweizer Nationalhymne gespielt.

## Strecke
| Kursname:         | Rock          |
| Höhe Start:       | 2179 m        |
| Höhe Ziel:        | 1285 m        |
| Höhenunterschied: | 894 m         |
| Länge:            | 3152 m        |
| Kurssetzer:       | Hannes Trinkl |
| Tore:             | 40            |

## Ergebnisse
| Rang | #  | Athlet                       | Land               | Zeit (min) | Defizit (s) |
| ---- | -- | ---------------------------- | ------------------ | ---------- | ----------- |
| 1    | 13 | Beat Feuz                    | Schweiz            | 1:42,69    |             |
| 2    | 19 | Johan Clarey                 | Frankreich         | 1:42,79    | +0,10       |
| 3    | 9  | Matthias Mayer               | Österreich         | 1:42,85    | +0,16       |
| 4    | 12 | James Crawford               | Kanada             | 1:42,92    | +0,23       |
| 5    | 11 | Aleksander Aamodt Kilde      | Norwegen           | 1:43,20    | +0,51       |
| 6    | 15 | Dominik Paris                | Italien            | 1:43,21    | +0,52       |
| 7    | 17 | Marco Odermatt               | Schweiz            | 1:43,40    | +0,71       |
| 8    | 1  | Vincent Kriechmayr           | Österreich         | 1:43,45    | +0,76       |
| 9    | 20 | Max Franz                    | Österreich         | 1:43,52    | +0,83       |
| 10   | 23 | Boštjan Kline                | Slowenien          | 1:43,75    | +1,06       |
| 11   | 22 | Adrian Smiseth Sejersted     | Norwegen           | 1:43,82    | +1,13       |
| 11   | 25 | Maxence Muzaton              | Frankreich         | 1:43,82    | +1,13       |
| 13   | 14 | Romed Baumann                | Deutschland        | 1:43,84    | +1,15       |
| 14   | 16 | Ryan Cochran-Siegle          | Vereinigte Staaten | 1:43,91    | +1,22       |
| 15   | 8  | Matteo Marsaglia             | Italien            | 1:44,06    | +1,37       |
| 16   | 7  | Niels Hintermann             | Schweiz            | 1:44,08    | +1,39       |
| 17   | 32 | Adur Etxezarreta             | Spanien            | 1:44,12    | +1,43       |
| 17   | 6  | Andreas Sander               | Deutschland        | 1:44,12    | +1,43       |
| 19   | 3  | Bryce Bennett                | Vereinigte Staaten | 1:44,25    | +1,56       |
| 20   | 18 | Travis Ganong                | Vereinigte Staaten | 1:44,39    | +1,70       |
| 21   | 5  | Daniel Hemetsberger          | Österreich         | 1:44,59    | +1,90       |
| 22   | 29 | Brodie Seger                 | Kanada             | 1:44,68    | +1,99       |
| 23   | 26 | Josef Ferstl                 | Deutschland        | 1:44,69    | +2,00       |
| 24   | 28 | Miha Hrobat                  | Slowenien          | 1:44,71    | +2,02       |
| 25   | 24 | Stefan Rogentin              | Schweiz            | 1:44,95    | +2,26       |
| 26   | 27 | Blaise Giezendanner          | Frankreich         | 1:45,00    | +2,31       |
| 27   | 10 | Matthieu Bailet              | Frankreich         | 1:45,23    | +2,54       |
| 28   | 31 | Marco Pfiffner               | Liechtenstein      | 1:45,79    | +3,10       |
| 29   | 36 | Arnaud Alessandria           | Monaco             | 1:46,25    | +3,56       |
| 30   | 41 | Barnabás Szőllős             | Israel             | 1:46,88    | +4,19       |
| 31   | 37 | Jack Gower                   | Irland             | 1:47,61    | +4,92       |
| 32   | 35 | Henrik Von Appen             | Chile              | 1:47,69    | +5,00       |
| 33   | 39 | Iwan Kowbasnjuk              | Ukraine            | 1:48,09    | +5,40       |
| 34   | 40 | Simon Breitfuss Kammerlander | Bolivien           | 1:48,26    | +5,57       |
| 35   | 43 | Albin Tahiri                 | Kosovo             | 1:52,44    | +9,75       |
| 36   | 42 | Xu Mingfu                    | China              | 1:56,93    | +14,24      |
|      | 2  | Dominik Schwaiger            | Deutschland        | DNF        | DNF         |
|      | 4  | Christof Innerhofer          | Italien            | DNF        | DNF         |
|      | 21 | Broderick Thompson           | Kanada             | DNF        | DNF         |
|      | 33 | Marko Vukićević              | Serbien            | DNF        | DNF         |
|      | 34 | Nejc Naraločnik              | Slowenien          | DNF        | DNF         |
|      | 38 | Zhang Yangming               | China              | DNF        | DNF         |
|      | 30 | Kjetil Jansrud               | Norwegen           | DNS        | DNS         |